# Петшиковиці (Сілезьке воєводство)
Петшиковиці (пол. Pietrzykowice) — село в Польщі, у гміні Лодиґовиці Живецького повіту Сілезького воєводства.
Населення — 4355 осіб (2011).
У 1975-1998 роках село належало до Бельського воєводства.

## Демографія
Демографічна структура станом на 31 березня 2011 року:
|          | Загалом | Допрацездатний вік | Працездатний вік | Постпрацездатний вік |
| -------- | ------- | ------------------ | ---------------- | -------------------- |
| Чоловіки | 2161    | 448                | 1469             | 244                  |
| Жінки    | 2194    | 404                | 1312             | 478                  |
| Разом    | 4355    | 852                | 2781             | 722                  |